# Claude Kory Kondiano
Claude Kory Kondiano (), né en 1942 à Tyessane dans la préfecture de Kissidougou et mort le 27 septembre 2022 à Conakry, est un homme politique guinéen, président de l’Assemblée nationale de Guinée de 2014 à 2020.

## Biographie

### Jeunesse et formation
Claude Kory Kondiano a fait ses études primaires à la mission catholique de Broadou à Kissidougou dans la région forestière en 1954, puis en 1962 ses études au cours normal de la mission catholique de Dabadougou dans Kankan, au lycée technique de Bamako (République du Mali) et de l'école Benedict Fribourg. 
De 1966 à 1968, il suit un cours de spécialisation en activité bancaire, à l'Institut des sciences sociales et à l'université de Paris 1- Panthéon- Sorbonne, option économie de développement. 
Entre 1970 à 1972, il fréquente Sciences-Po Paris, option économie et section économie du développement. 

### Enseignement et recherche scientifiques
Claude Kory Kondiano évolue dans plusieurs agences du Crédit lyonnais en instance de mémoires de fin d’études supérieur à l'Institut des sciences sociales de l'université de Paris 1- Panthéon-Sorbonne.
Chargé de cours au CIFB/Guinée, professeur extra-muros à l'Institut polytechnique Gamal Abdel Nasser de Conakry et à la faculté des sciences administratives de Donka en finances publiques et en économie bancaire entre 1982 à 1991, ainsi qu'en économie générale au Centre de formation de la profession bancaire, à Paris.

### Carrière
Dès son retour en république de Guinée dans les années 1980 jusqu'en 2013, il occupe successivement des postes stratégiques, entre autres de directeur des études et de la statistique de la Banque centrale de la république de Guinée, directeur de la Caisse centrale des devises, secrétaire d'État au Commerce, conseiller de la Banque centrale pour les questions de formation, directeur du budget et de la planification de la monnaie guinéenne puis consultant privé. 
De janvier 2014 au 22 avril 2020, il est président de l'Assemblée nationale puis haut représentant du chef de l'État Alpha Condé du 20 juin 2020 au 5 septembre 2021.

### Activités internationales
Claude Kory Kondiano devient président du sous-comité de change et de compensation de la chambre de compensation de l'Afrique de l'Ouest (CCAO) devenue l'Agence monétaire de l'Afrique de l'Ouest (AMAO) et membre de la délégation guinéenne chargé de finaliser, avec les délégations d'autres pays membres, les dispositions du protocole portant création du fond de la CEDEAO

### Famille
Claude Kory Kondiano est marié et père de cinq enfants. 

## Œuvres
- Les Obstacles à la mobilisation de l’épargne par l’ancien système bancaire en Guinée, 1993.
- 50 ans d’indépendance monétaire de 1960 à 2010.